# Castelul Dunnottar
Dunnottar Castle ( Dùn Fhoithear în vorbirea locală) este o fortăreață aflată în ruine situată pe o stâncă pe coasta de nord-est a Scoției, la circa 3 km de Stonehaven. Părțile care au mai rămas datează din perioada secolelor 15-16, însă se crede că cetatea a fost construită înaintea perioadei Evului Mediu. Castelul Dunnottar a jucat un rol esențial în istoria Scoției din perioada Evului Mediu până în perioada iluminismului, datorită locației. De aici se putea supraveghea transportul maritim din nordul țării și de asemenea de aici erau controlați cei care doreau să ajungă la coasta de sud prin Aberdeen din perioada medievală. Castelul se poate vizita de publicul larg și atrage anual peste 50.000 de vizitatori.
Ruinele sunt împrăștiate pe o rază de 1.2 ha înconjurate de stânci abrupte la o înălțime de 50 m de asupra Mării Nordului. Intrarea în castel se face de lungul unei fâșii înguste care duce mai apoi la intrarea abruptă către poartă. Aici se pot observa numeroase specii de pescăruși.

## Locație
Dunnottar are 11 clădiri construite între secolul 13 și 17. Clădirea cea mai mare, cea care se zărește de la cea mai mare depărtare, este turnul construit în secolul 14 care a suferit după bombardamentul cu tunurile de la Cromwell. Altă parte importantă este capela construită în secolul 17, curtea pătrată orientată spre est și o închisoare construită sub forma unei bolte.
Castelul are două intrări. Prima este printr-o poartă bine apărată situată într-o piatră crăpată, unde atacatorii puteau fi atacați cu ușurință de către apărători. A doua intrare este printr-un golf stâncos, având deschidere spre o peșteră marină la nord de castel. De aici o cale abruptă duce în vârful stâncii, unde se află cel mai bine apărat loc din fortăreață.

## Istorie

### Începutul Evului Mediu
Probabil cea mai veche referință despre Dunnottar este faptul că în 681 și 694 Dún Foithe a fost asediat. Întâiul eveniment legat acest loc se crede că este din partea unei armate din Scoția. Arhivele scoțiene atestă faptul că regele Domnall al II-lea, primul domnitor care a trăit aici, a fost asasinat la Dunnottar în timpul unui atac din partea vikingilor din 900. Regele  Aethelstan din  Wessex a condus o luptă în 934 care a confiscat bunurile de la nord de Dunnotar. W.D. Simpson a afirmat faptul că sub actualul castel s-ar afla un altul, dar excavațiile făcute în anii '80 au infirmat acest lucru.

### Sfârșitul Evului Mediu
În timpul domniei lui William Leul (domnie 1165-1214) Dunnottar a fost centrul administrativ a regiunii din care făcea parte. Prima referință despre un castel la Dunnottar apare prin secolul 13. O capelă a fost construită în 1276. Poetul Harry Orbul a scris că William Wallace a cucerit Dunnottar de la engleji în 1297. Se spune că a capturat în jur de 4000 de soldați cărora le-a dat foc de vii. În 1336 Eduard al III-lea al Angliei a ordonat să ancoreze opt vase în scopul fortificării cetății. Eforturile lor au fost în zadar, deoarece în același an o armată scoțiană a distrus din nou castelul și a capturat oamenii de acolo.
În 1346 a fost eliberat un act prin care se putea refortifica castelul, deși se pare că clădirile erau incomplete la cucerirea castelului în 1382. Turnul Dunnotar a fost finalizat de William Keith la finalul secolului 14. Castelul a fost în familia Keith până în secolul 18.

### Secolele 16 și 17
La începutul secolului 16 domnitorul Keith a mai adăugat un nivel turnului Dunnottar, Maria Stuart a vizitat Dunnottar în 1562 și 1564. În 1575 a fost construită o poartă de piatră, care în prezent este intrarea principală a turiștilor. Iacob I al Angliei a stat aici pentru o vreme în 1580. Din 1580 până în 1650 domnitorii de acolo au transformat stilul medieval al castelului într-unul decorativ, construind un rând de clădiri orientate spre nord-est.Între 1582 și 1584 o fortăreață a fost construită pe aripa de vest. Tot în secolul 16 s-a construit o capelă căreia în secolul 17 i s-au mai adăugat două aripi.
În 1639 domnitor era William Keith a intrat într-o grupare contra monarhie și implicit contra lui Carol I al Angliei. James Graham, un aliat al lui Keith a încercat să îl împace cu Carol I al Angliei. Datorită eșecului împăcării, Graham a atacat Dunnottar și a incendiat câmpul. Cu toate acestea, mareșalul Keith a reușit să țină castelul în funcțiune. Castelul Dunnottar a jucat un rol important în timpul Războiului Civil Englez când a contribuit la reconcilierea dintre monarhie și cei care erau contra monarhie.

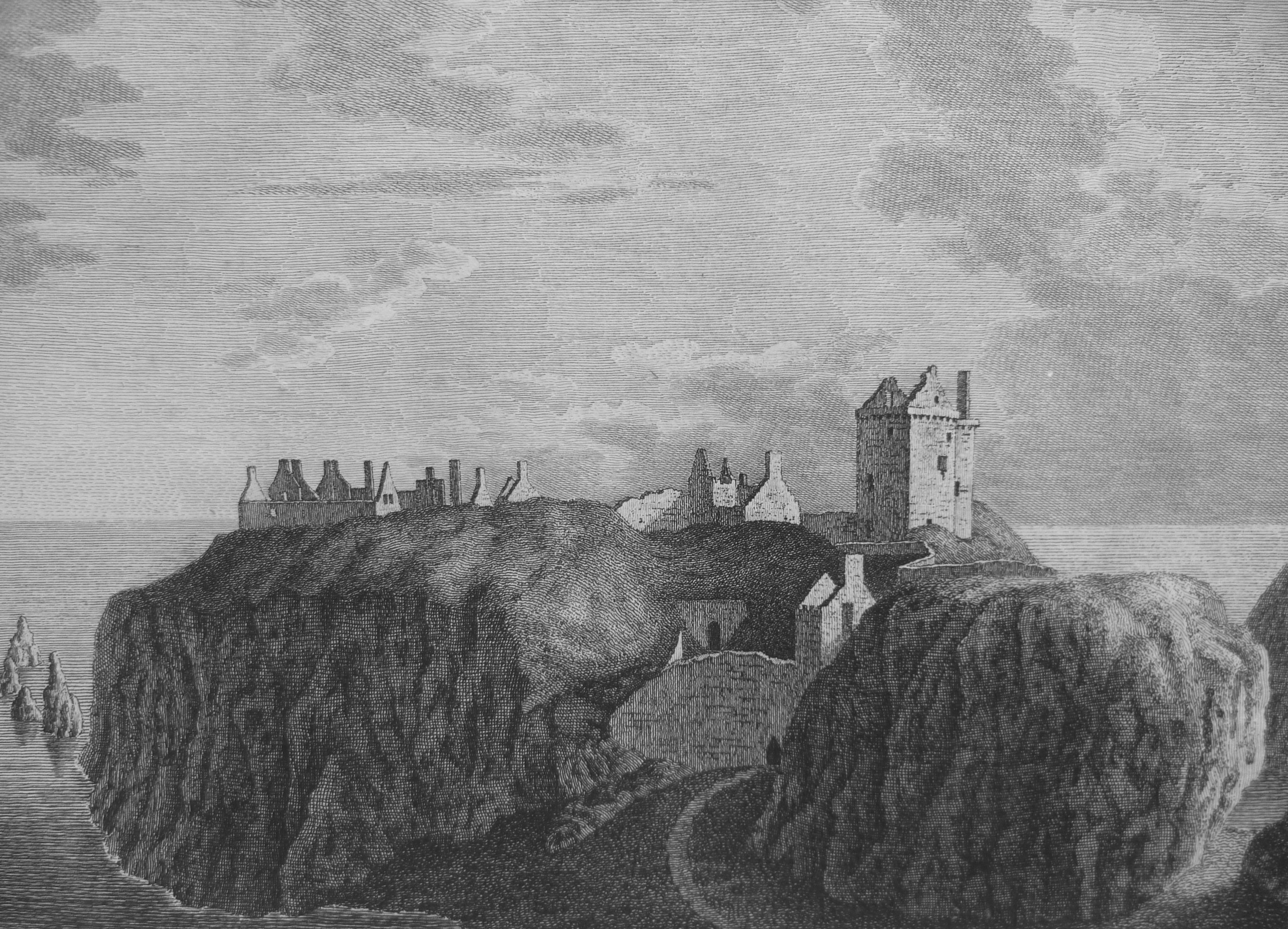
Ruinele castelului în secolul 18

### Onorurile Scoției
După execuția lui Carol I în 1649, anti-monarhiștii au dat moștenirea și tronul fiului său. Carol al II-lea al Angliei a fost proclamat rege, și ca răspuns Oliver Cromwell i-a atacat pe scoțieni învingându-i la Dunbar în 1650. Carol II a fost susținut de Earl William și mai apoi încoronat la data de 1 ianuarie 1651 la Palatul Scone în care erau folosite Onorurile Scoțiene(coroana, șceptrul și spada). În orice caz, cu trupele lui Cromwell în Lothian, onorurile nu au putut fi aduse la Edinburgh. În iunie, conciliui scoțian a hotărât să adăpostească onorurile la Dunnottar, ele fiind aduse de Ecaterina Drummond ascunse în saci de lână.
În noiembrie 1651 trupele lui Cromwelli i-au cerut lui Ogilvie să îi înconjoare, dar acesta a refuzat. În timpul atacurilor succesive asupa castelului, scoaterea onorurilor a fost plănuită de Elisabeta Douglas,soția lui Sir George Ogilvie, și Cristian Fletcher. Hârtiile regelui au fost evacuate prima dată de Anne Lindsday, o femeie de companie a Elisabetei, care a trecut printre trupele străine cu hârtiile cusute de haină. Două povești există în privința evacuării onorurilor, Fletched a stabilit în 1664 că pe parcursul a trei vizite din februarie până în martie să evacueze pe rând coroana, spada și sceptrul în saci de bunuri. Altă poveste spune că onorurile au fost duse pe plajă unde au fost luate de un servitor al lui Fletcher și transportate în coșuri de alge. După ce le-a îndepărtat de castel, Fletcher și soțul ei le-au îngropat.
Între timp, în mai 1652, comandantul blocadei, colonelul Thomas Morgan, a primit armele necesare pentru avarierea castelului Dunnottar, După ce a aflat că onorurile nu mai erau la castel,  Cromwell l-a prins pe Ogilvie și pe soția sa, care i-au spus o poveste falsă cum că onorurile au fost duse peste ocean. După reinstaurarea lui Carol II în 1660 onorurile au fost dezgropate și înapoiate regelui.

### Whigs' Vault
În 1685, în timpul unei răscoale, 122 de bărbați și 45 de femei au fost capturați într-un donjon cunoscut ca "Whigs' Vault" (închisoare sub forma unei bolte) în Dunnottar. Antimonarhiștii au refuzat să recunoască supremația regelui în problemele spirituale. Când 25 de prizonieri au evadat, doi au căzut de pe stâncă și au murit iar 15 au fost recapturați. De asemenea alți 37 au capitulat, iar după ce au făcut jurăminte de credință au fost eliberați. Alte 5 persoane au pierit în închisoare, însă datele variază mult. Cei care au supraviețuit au fost transporatați spre New Jersey, însă mulți au murit pe drum.

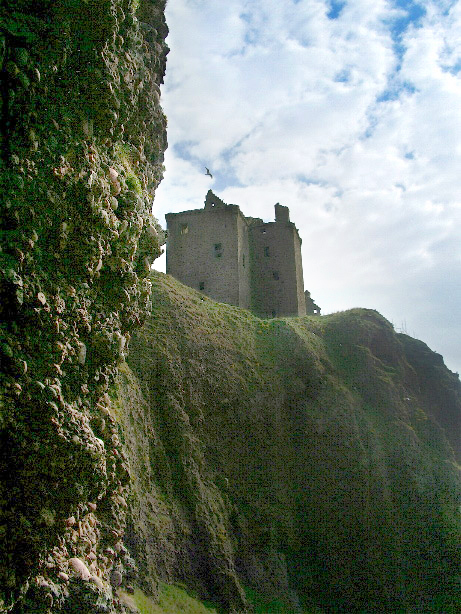
Dunnottar văzut de mai de jos

### Era Iacobită
Atât Iacobiții cți și Hanovrezii au folosit castelul. În 1689 în timpul campanie Viscontelui de Dundee, 40 de suspecți iacobiți au fost ținuți pentru aproximativ un an în fortăreață. În 1715 tunurile de la Dunnottar au fost folosite de iacobiți, în urma acestei revolte mareșalul Keith a fugit în Prusia și i s-au luat toate posesiunile.

### Istoria de după 1720
Bunurile confiscate de la Keith au fost răscumpărate de o companie din York. În 1761 bunurile au fost readuse pentru scurt timp în Scoția pentru a fi vândute 5 ani mai târziu lui Alexander Keith. Dunnottar a fost moștenit în 1852 de  Sir Patrick Keith-Murray of Ochtertyre care și-a vândut în 1873 maiorului Alexander Innes pentru  £80,000. Dunnottar a fost cumpărat în 1925 de Weetman Pearon, primul visconte de Cowdray, acesta investind în reparații. De atunci castelul a rămas în familie și este deschis vizitatorilor. Charles Anthony Pearson, cel mai tânăr fiu al celui de al treilea visconte, deține în prezent Dunnottar cu o suprafață de 210 km pătrați. Părți din filmul Hamlet din 1990 cu Mel Gibson au fost filmate aici.

## Căi de acces
Sunt doup trasee care fac accesul spre Dunnottar. Primul este un traseu de 800 de metri de cale abruptă cu scări moderne care fac legătura cu o parcare aflată pe coastă. Al doilea traseu este unul de 3 km de la strada din spatele portului Stonehaven mergând spre sud spre vârful stâncii. Acest traseu este îngust pe alocuri și abrupt, dar oferă priveliște marină.
1. ↑   https://hillforts.arch.ox.ac.uk/?query=Atlas_of_Hillforts_4166_0%2CMain_Atlas_Number%2C3112 Lipsește sau este vid: |title= (ajutor)